# Uran Botobekow
Uran Toktonasarowitsch Botobekow (kirgisisch Уран Токтоназарович Ботобеков, * 1. Mai 1967 in Dschangy-Dschol, damals Kirgisische SSR, heute Oblus Dschalal-Abad, Kirgisistan) ist ein kirgisischer Publizist und Politikwissenschaftler. Botobekow ist Autor zahlreicher Aufsätze, die in renommierten Medien erschienen, wobei der thematische Schwerpunkt seiner Arbeit die Entwicklung des Islamismus in Zentralasien ist.

## Karriere

### Karriere im Öffentlichen Dienst
Botobekow wurde 1967 im heutigen Oblus Dschalal-Abad im Westen Kirgisistans geboren. Nach seinem Schulabschluss studierte er Journalismus in der kirgisischen Hauptstadt Bischkek und graduierte 1992 mit einem Master-Abschluss. Ab 1994 war Botobekow im Öffentlichen Dienst tätig, anfangs als Leiter der Analyse- und Informationsabteilung im kirgisischen Außenministerium. Nach zwei Jahren in dieser Position verließ Botobekow Kirgisistan für drei Jahre, um im Auftrag des Außenministeriums in der kirgisischen Botschaft in der Ukraine zu arbeiten. 1999 kehrte er nach Kirgisistan zurück und wurde für ein Jahr politischer Analyst am Strategischen Institut in Bischkek, das dem damaligen Präsidenten Askar Akajew unterstand. Von 2001 bis 2003 war Botobekow Leiter der Presseabteilung in der Administration Akajews, ehe er als Botschaftsrat in der kirgisischen Botschaft in der Türkei tätig wurde. Im Jahr 2006 kehrte Botobekow nach Kirgisistan zurück und war bis 2010 in verschiedenen Funktionen im Staatsapparat tätig.

### Engagement in der Opposition
Mit dem Regierungswechsel in Kirgisistan 2010 endete Botobekows Karriere im Öffentlichen Dienst. Zwischen 2010 und 2013 war er Wissenschaftlicher Sekretär an der Kirgisischen Akademie der Wissenschaften und promovierte währenddessen im Fachbereich Politikwissenschaft mit einer Dissertation über die Politischen Aspekte der Islamischen Radikalisierung in Kirgisistan. Ab 2013 war Botobekow verstärkt in der Opposition gegen den damaligen kirgisischen Präsidenten Almasbek Atambajew engagiert. Dabei schloss er sich der oppositionellen Partei Uluttar Birimdigi an und wurde Mitglied im politischen Führungsgremium der Partei, parallel verfasste er kritische Texte über die damalige Regierung und insbesondere zu verschiedenen Fällen von Korruption in Kirgisistan. Im Januar 2015 war Botobekow Teil einer Gruppe kirgisischer Oppositioneller, die im Rahmen einer mehrtägigen Reise durch die Vereinigten Staaten mit Vertretern verschiedener Behörden und Nichtregierungsorganisationen zusammenkamen, um demokratische und wirtschaftliche Perspektiven für Kirgisistan zu erörtern.

### Flucht aus Kirgisistan
Im Juni 2015 wurde Botobekow zu einer Geldstrafe von 1,8 Millionen Som verurteilt, nachdem er in einem Artikel den stellvertretenden Stabschef des Präsidenten der Korruption und der persönlichen Bereicherung im Zusammenhang mit der Privatisierung eines Medienunternehmens bezichtigt hatte. Der Beschuldigte klagte wegen Verleumdung gegen Botobekow und bekam in dem Prozess vor einem Gericht in Bischkek Recht. Botobekow nannte den Prozess und die Geldstrafe gegen ihn politisch motiviert. Im Januar 2016 wurde das Urteil in höherer Instanz bestätigt und somit rechtskräftig. Infolgedessen verließ Botobekow Kirgisistan und kehrte vorerst in die Türkei zurück, wo er zwischen 2003 und 2006 als Botschaftsrat tätig gewesen war. Nach seiner Flucht aus Kirgisistan wurde Botobekow zum Ziel einer Hetzkampagne in russischen Staatsmedien, unter anderem wurden ihm Verbindungen zum gestürzten Ex-Präsidenten Kirgisistans, Kurmanbek Bakijew, sowie Spionagetätigkeiten für die türkische Regierung vorgeworfen.

### Publizistische Tätigkeit
Nach kurzem Aufenthalt in der Türkei ging Botobekow in die Vereinigten Staaten, wo er seitdem als politischer Analyst und Journalist tätig ist. Er ist Vorstandsmitglied der Nachrichtenplattform Modern Diplomacy und veröffentlicht dort regelmäßig Texte. Zudem ist er seit 2016 Autor für das Nachrichtenmagazin The Diplomat. Insgesamt ist Botobekow Autor von mehr als 70 wissenschaftlichen Aufsätzen, die in Magazinen und Fachzeitschriften in Europa, Asien und Nordamerika erschienen sind.